# Robert Millar (musiker)
Robert Millar (født 2. februar 1950) var trommeslager i Supertramps tidligste udformning. Han og Richard Palmer-James medvirkede kun på bandets debutalbum Supertramp. Før han kom med i Supertramp, var han teaterskuespiller. Millar forlod bandet efter han fik et nervøst sammenbrud.